# 日本障害者スキー連盟
特定非営利活動法人日本障害者スキー連盟（にほんしょうがいしゃスキーれんめい）は、日本パラスポーツ協会 に加盟し、障害者スキーの競技活動を統括するスポーツ団体である。

## 概要
2001年11月設立。本部は日本財団パラリンピックサポートセンター内にある。傘下には日本身体障害者スキー協会、日本チェアスキー協会 、日本障害者クロスカントリースキー協会および日本知的障害者スキー協会 の4団体がある。
これらの団体から推薦された成績優秀選手で構成されるジャパンパラ競技大会を国内最高の位置づけとした障害者スキーの競技大会を例年、長野県北安曇郡白馬村において開催している。他にも全国身体障害者スキー大会など全国規模の各種競技大会を開催している。
またこれら各種大会の競技成績（日本障害者スキー連盟ポイントリスト）に基づき冬季パラリンピックや世界選手権大会等に向けて強化指定選手を選考しナショナルチームを結成・派遣するなどの事業を行っている。